# Zimbabwes damlandslag i fotboll
Zimbabwes damlandslag i fotboll representerar Zimbabwe i fotboll på damsidan. Dess förbund är Zimbabwes fotbollsförbund.